# Schönberg (Mühldorf am Inn járás)
Schönberg település Németországban, azon belül Bajorországban. Lakosainak száma 1132 fő (2023. december 31.).

## Népesség
A település népessége az elmúlt években az alábbi módon változott:
| Lakosok száma | 682  | 959  | 910  | 909  | 972  | 992  | 1035 | 1052 | 1099 | 1132 |
|               | 1875 | 1950 | 1975 | 1987 | 2012 | 2014 | 2016 | 2017 | 2021 | 2023 |